# Bas les masques (émission de télévision)
Pour l’article homonyme, voir Bas les masques.
Bas les masques est une émission documentaire française animée par Mireille Dumas et diffusée sur France 2 de septembre 1992 à juin 1996.

## Historique
L'émission est lancée le mercredi 29 septembre 1992, en deuxième partie de soirée. Le premier numéro est consacré à l'homosexualité. Christophe Girard, alors directeur général d'Yves Saint Laurent, y fait publiquement son coming-out.
Sous forme d’entretiens, Mireille Dumas invite des personnalités, anonymes ou connues, à parler de leur vie intime et à exprimer avec franchise leurs idées et leurs sentiments[réf. nécessaire].
L'émission est abandonnée par TV5 Europe à l'automne 1993 à la suite des controverses qu'elle suscite. Elle est par contre maintenue à l'antenne de TV5 Québec Canada.